# Jacques Thibaud

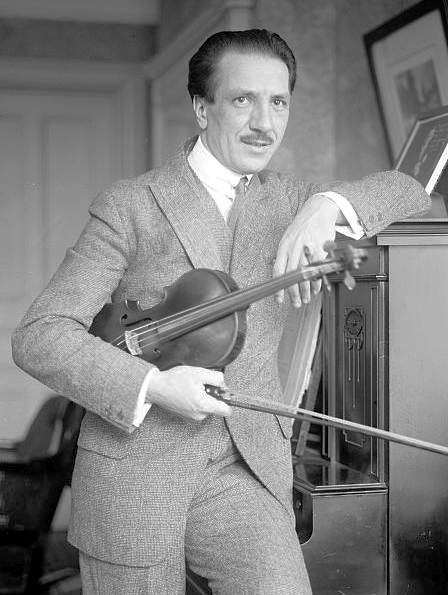
Jacques Thibaud.

Jacques Thibaud (27 de septiembre de 1880 - 1 de septiembre de 1953) fue un violinista francés. Fue integrante del célebre trío en el que también participaron Pablo Casals en el violonchelo y Alfred Cortot en el piano.

## Biografía
Thibaud nació en Burdeos y estudió violín con su padre antes de entrar en el Conservatorio de París a la edad de trece años. Allí tuvo como maestro al eminente violinista cubano José White Laffite, entre otros. En 1896 ganó el premio de violín del conservatorio junto con Pierre Monteux, quien se convertiría después en un célebre director de orquesta. Resultó herido en la Primera Guerra Mundial, tras lo cual tuvo que reconstruir su técnica. En 1943 creó junto a Marguerite Long el Concurso Internacional Marguerite Long-Jacques Thibaud, un certamen para violinistas y pianistas.
A la vez que desarrollaba una carrera como solista, Thibaud destacó por sus actuaciones en música de cámara, especialmente como integrante de un trío junto al pianista Alfred Cortot y el violonchelista Pablo Casals, en el que tocaba el violín. Era amigo de Eugène Ysaÿe, quien le dedicó su Segunda Sonata para violín solo. Entre sus alumnos estuvieron Eric Rosenblith, el cubano Evelio Tieles y el violinista gallego Manuel Quiroga Losada.
En 1922 estrenó, junto a Alfred Cortot, la Première Sonate pour violon et piano de Germaine Tailleferre, la cual estaba dedicada al propio Thibaud.
Murió en 1953 al estrellarse su vuelo de Air France en los Alpes franceses; en el accidente falleció toda la tripulación y los pasajeros. Su Stradivarius de 1720 desapareció con él.